# Mount Ida (Arkansas)
Mount Ida è una località degli Stati Uniti d'America, capoluogo della contea di Montgomery, nello Stato dell'Arkansas.